# Saint-Pierre-de-Mons
Saint-Pierre-de-Mons – miejscowość i gmina we Francji, w regionie Nowa Akwitania, w departamencie Żyronda.
Według danych na rok 1999 gminę zamieszkiwało 813 osób, a gęstość zaludnienia wynosiła 87 osób/km² (wśród 2290 gmin Akwitanii Saint-Pierre-de-Mons plasuje się na 519. miejscu pod względem liczby ludności, natomiast pod względem powierzchni na miejscu 1113.).